# ایستگاه متروی بسیج
ایستگاه متروی بسیج، یکی از ایستگاه‌های خط ۷ مترو تهران است. این ایستگاه در انتهای بزرگراه محلاتی، جنب بزرگراه بسیج قرار دارد.
ایستگاه بسیج که در ۲۰ خرداد ۱۳۹۶ تأسیس شده و در عمق ۱۷٫۷ متری از سطح زمین قرار دارد. این ایستگاه دوباره در ۴ شهریور ۱۳۹۸ بازگشایی شد. در آینده قرار است، خط ۹ متروی تهران از این ایستگاه عبور کند.

## امکانات
از امکانات این ایستگاه می‌توان به پله برقی، آبسرد کن، آسانسور و پایانه تاکسیرانی اشاره کرد.
همچنین ایستگاه بی‌آرتی (اتوبوس تندرو) محلاتی (واقع در مسیر خط ۳ اتوبوس تندرو ( پایانه علم و صنعت - پایانه خاوران ) در بزرگراه بسیج در کنار این ایستگاه مترو قرار دارد.

## نگارخانه

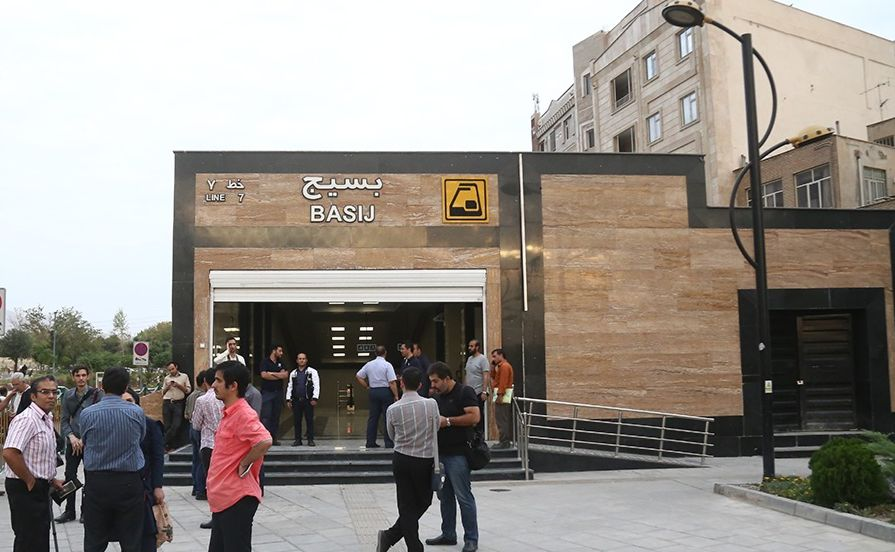
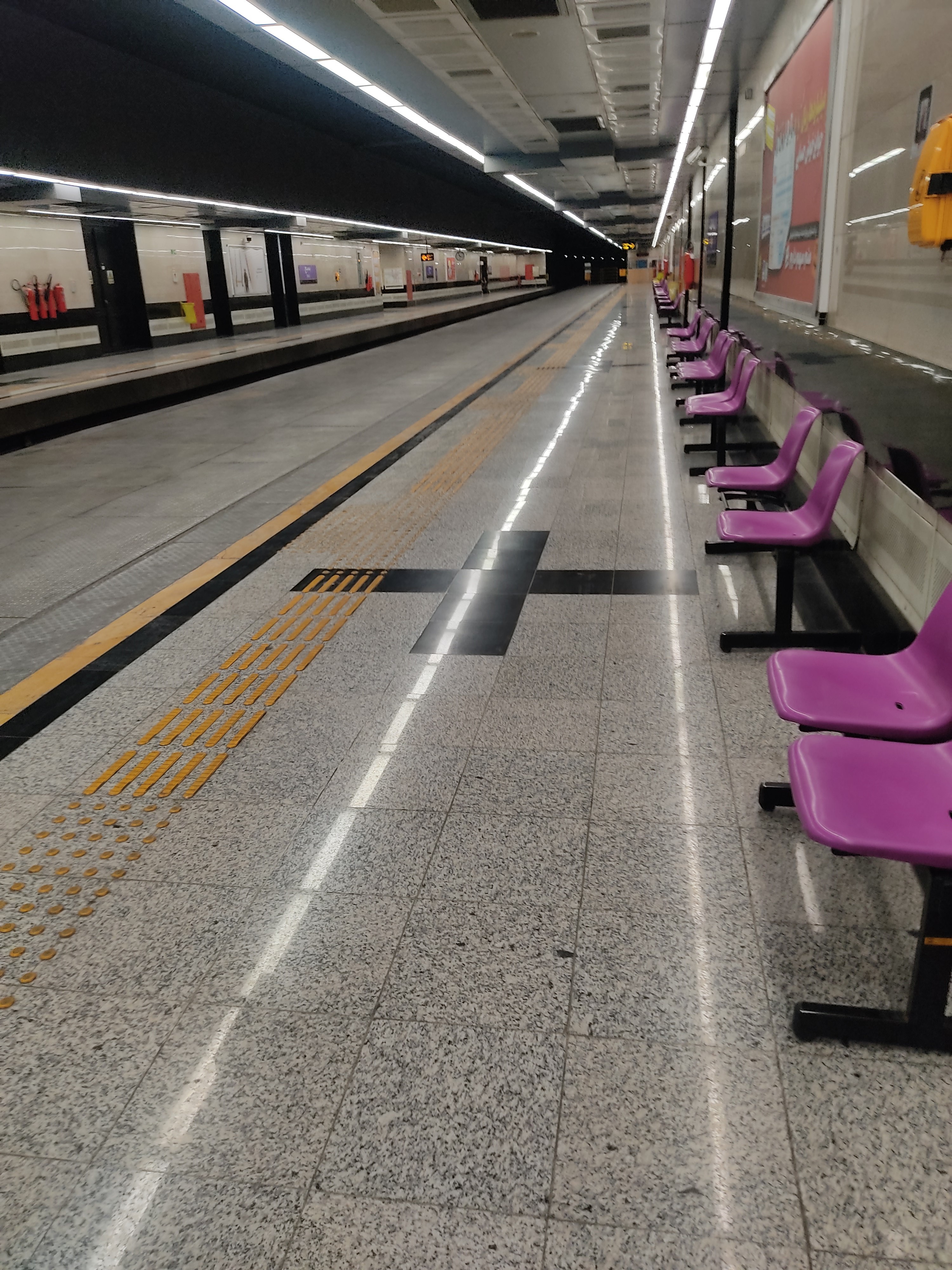
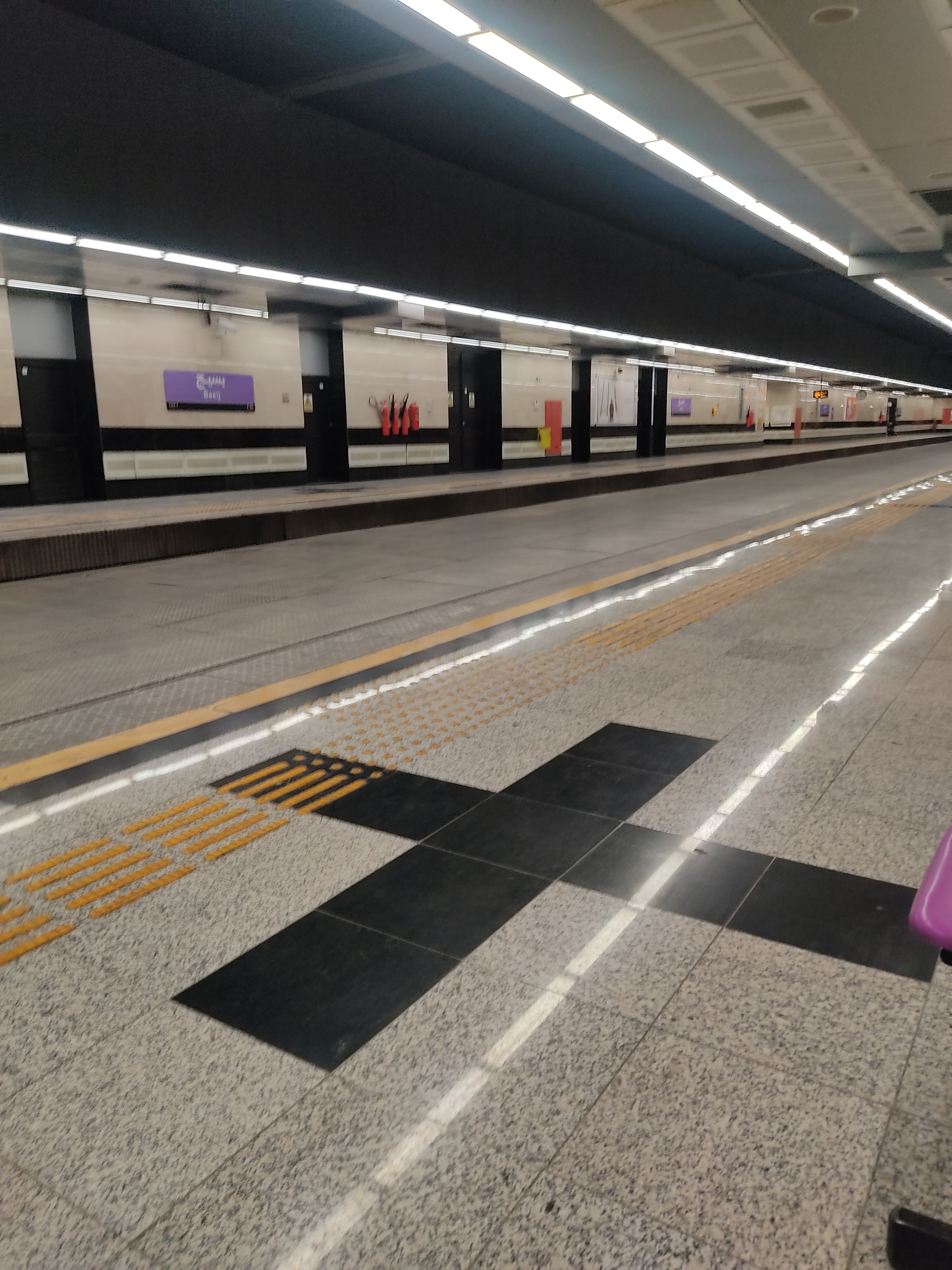
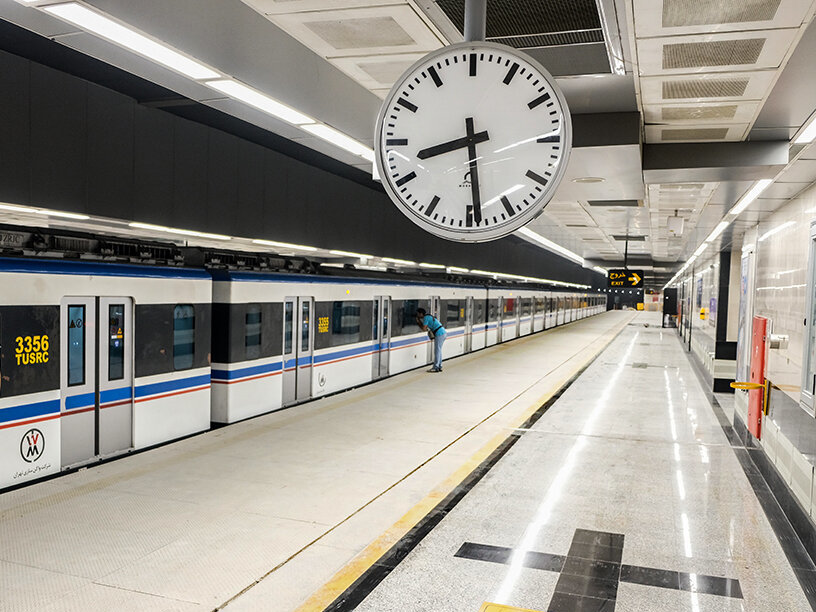